# Hunger of the Pine
«Hunger of the Pine» — песня английского инди-рок коллектива alt-J, была выпущена как lead-сингл с их второго студийного альбома This Is All Yours 19 июня 2014 года.

## Music video
Клип на песню «Hunger oh the Pine» был выпущен на YouTube 16 июля 2014, за три дня до того, как появился сам сингл, видео было срежиссировано Нэбилом Элдеркином, в нём бегущего человека, пронзаемого стрелами играет Эшли «Spider» Холланд. Действие же происходит посреди леса и продолжается в степи, и когда опешил из-за того, что град стрел прекратился, он находит канистру с бензином и выливает её содержимое на себя, после чего град уже огненных вновь летит на героя.

## Charts
| Чарты (2014)                                 | Наивысшая позиция |
| -------------------------------------------- | ----------------- |
| Australia (ARIA)                             | 71                |
| Бельгия/Фландрия (Ultratip Bubbling Under)   | 8                 |
| Франция (SNEP)                               | 147               |
| Великобритания (OCC UK Singles)              | 59                |
| Великобритания (OCC UK Indie)                | 4                 |
| США (Billboard Hot Rock & Alternative Songs) | 20                |
| США (Billboard Alternative Airplay)          | 40                |

## История релизов
| Region         | Date         | Format                 | Label                              |
| -------------- | ------------ | ---------------------- | ---------------------------------- |
| Italy          | 19 June 2014 | Contemporary hit radio | Spin-Go!                           |
| United Kingdom | 19 June 2014 | Digital download       | Infectious Records                 |
| United States  | 19 June 2014 | Digital download       | Canvasback Music, Atlantic Records |